# 安德魯·威利斯
安德魯·威利斯（英語：Andrew Willis；1990年12月3日—）是一位英格蘭游泳運動員。他擅長蛙泳項目。在2012年倫敦奧運會200米蛙泳的比賽上，他獲得了第八名的成績。在2014年英聯邦運動會上他獲得游泳比賽的銅牌。